# И черепахи могут летать
«И черепахи могут летать» (перс. لاک پشت ها هم پرواز می کنند‎) — курдский кинофильм иранского режиссёра курдского происхождения Бахмана Гобади 2004 года, военная драма. Фильм стал первым в Ираке, снятым после падения режима Саддама Хусейна.

## Сюжет
Действие фильма происходит в курдском лагере беженцев, расположенном у турецко-иракской границы накануне вторжения США в Ирак в 2003 году.
В лагере беженцев находятся курдские дети, брошенные на произвол судьбы. Их родители погибли во время иракской оккупации. Они - главные герои фильма.
13-летний Сателлит (Соран Эбрахим) занят установкой антенн для жителей местных деревень, которые хотят знать новости о возможном начале войны. Сателлит немного знает английский язык, а также пользуется авторитетом среди детей лагеря. Он организовывает их для опасного и необходимого сбора неразорвавшихся мин в окрестных полях, которые потом продаёт.
В лагере появляются брат и сестра со слепым малышом (Ригой). Безрукий брат, по слухам, обладает даром ясновидения. Сателлит же влюбляется в его сестру, молчаливую и суровую Агрин (Аваз Латиф). В ходе фильма у безрукого брата во время снов несколько раз появляются видения, которые потом оказываются пророческими, т. е. сбываются.
Безрукий брат предсказывает, что начнется война США с Ираком, и режим Саддама Хусейна будет уничтожен. После этого весь курдский лагерь поднимается на холм.
Вскоре мимо них пролетают 2 американских вертолета, которые сбрасыват в лагерь агитационные листовки.
Однажды Сателлит пытается спасти слепого малыша (Рига), который оказывается на минном поле. Сателлит пытается пройти к Ригу, и сам подрывается на мине. 
В ходе фильма выясняется, что слепой малыш - Рига - сын Агрин (он ее называет "мамой"), родившийся после того, как ее однажды изнасиловали иракские солдаты.
В конце фильма Агрин топит собственное дитя, привязав его веревкой к камню и сбросив камень в пруд. Затем она сама умирает, бросившись вниз со скалы (этот эпизод показан в начале фильма). По странному стечению обстоятельств веревка, которой сын Агрин был привязан к камню в момент его утопления, была ранее подарена Сателлитом Агрин.
У безрукого брата Агрин сразу после того, как Агрин топит своего слепого сына, во сне появляется видение, что сын Агрин тонет в воде. Брат Агрин после этого просыпается и, не найдя Агрин и ее сына в палатке, идет их искать. После Сателлит находит утопленного мальчика в пруду, а брат находит туфли Агрин на скале, с которой она бросилась вниз и разбилась.
На фото справа вверху показан фрагмент фильма: Агрин со своим сыном - Ригой (за ее спиной).

## В ролях
- Соран Эбрахим — Сателлит
- Аваз Латиф — Агрин
- Хиреш Фесал Рахман — Хенгов
- Абдул Рахман Карим — Рига
- Аджиль Зибари — Ширкух

## Награды
- 2004 — Кинофестиваль в Сан-Себастьяне
  - Золотая раковина
- 2005 — Берлинский кинофестиваль
  - Хрустальный медведь - особое упоминание - лучший художественный фильм конкурса для юношества Поколение 14+
  - Приз Peace Film Award
- 2004 — Международный кинофестиваль в Чикаго 
  - Специальная премия жюри
- 2005 — Роттердамский кинофестиваль 
  - Приз зрительских симпатий

## Интересные факты
- Главный герой фильма Соран Эбрахим по прозвищу Сателлит стал прототипом Сэцуны Ф Сэйэя, главного героя аниме 2007 года Mobile Suit Gundam 00.